# L'Opinion publique (journal franco-américain)
Pour les articles homonymes, voir L'Opinion publique (homonymie).
Ne doit pas être confondu avec L'Opinion publique (journal montréalais).
L'Opinion publique était un journal de langue française de Worcester (Massachusetts) ayant paru de 1893 à 1931. Il s'adressait à la communauté canadienne française de la région, issue de l'immigration. 
Le premier numéro est paru le 27 janvier 1893, et le dernier, le 30 juin 1931. À partir du 27 avril 1898, il paraissait tous les jours sauf le dimanche.
Wilfrid Beaulieu en a été le dernier rédacteur en chef, de décembre 1927 à juin 1931. Pour le remplacer, Beaulieu fondera Le Travailleur en 1931. 
L'Opinion publique, avec L'Étoile de Lowell (Mass.), était l'un des deux seuls journaux franco-américains appuyant le mouvement « sentinelliste », qui prônait l'attachement aux racines canadiennes françaises par la reproduction et la préservation et structure sociales et religieuses du Québec.